# Pierre Puget
Pierre Puget (1620-1694) – francuski snycerz, rzeźbiarz i malarz epoki baroku.
Naukę w rzemiośle snycerskim rozpoczął w Marsylii, następnie kształcił się we Florencji (w 1640) i w Rzymie (w latach 1641-1643) w pracowni Pietro da Cortony. Po powrocie do kraju czynny był głównie w Marsylii, Tulonie, Paryżu (1659-1660), czasowo również w Genui (1661-1667). Później był jednym z rzeźbiarzy uczestniczących w zdobieniu budowanego pałacu w Wersalu, lecz na tym polu obok sukcesów ponosił też porażki, nigdy nie uzyskując w pełni akceptacji kręgów dworskich.
Jego synem był malarz François Puget (1651-1707), uprawiający głównie malarstwo portretowe.  
Pierre Puget znany jest przede wszystkim jako rzeźbiarz; jako malarz tworzył prace o tematyce religijnej, poza tym malował portrety i sceny historyczne. W dość nielicznych znanych jego obrazach dostrzegalne jest odbicie dynamizmu da Cortony w stosowaniu szerokiego rozmachu pędzla i w sugestywnym kontrastowaniu barw.
Jako rzeźbiarz pracował zarówno w kamieniu, jak i w drewnie; był między innymi autorem licznych snycerskich dekoracji okrętów wojennych floty królewskiej, w postaci np. węży i bóstw morskich. W rzeźbie monumentalnej tworzył naturalistycznie modelowane dzieła nacechowane barokowym patosem, pełne dynamiki i bogate w efekty malarskie (Milon z Krotonu, Herkules zabijający hydrę). Odbiegały one od klasycyzującej konwencji sztuki barokowej, modnej wśród dworu królewskiego, wokół którego kształtował się prestiżowy styl Ludwika XIV, uznawany za francuską odmianę baroku. 

## Ważniejsze prace
- Święty Sebastian w kościele Santa Maria Assunta di Carignano w Genui (1668)
- Herkules zabijający hydrę (1659-1660)
- Milon z Krotonu (1683, Luwr, Paryż)
- Perseusz i Andromeda (1685)
- rzeźby atlantów pod balkonem ratusza w Tulonie (1657)
- Chrzest Chlodwiga (1652, Musée des Beaux-Arts, Marsylia)
- Aleksander i Diogenes (1687)